# 拟坚挺马先蒿
拟坚挺马先蒿（学名：Pedicularis rigidiformis）是列当科马先蒿属的植物，是中国的特有植物。分布在中国大陆的贵州等地，目前尚未由人工引种栽培。